# Сервијер (Лоара)
Сервијер (фр. Cervières) насеље је и општина у источној Француској у региону Рона-Алпи, у департману Лоара која припада префектури Монбризон.
По подацима из 2011. године у општини је живело 113 становника, а густина насељености је износила 14,95 становника/km². Општина се простире на површини од 7,56 km². Налази се на средњој надморској висини од 847 метара (максималној 979 m, а минималној 655 m).

## Демографија
| 1962. | 1968. | 1975. | 1982. | 1990. | 1999. | 2011. |
| ----- | ----- | ----- | ----- | ----- | ----- | ----- |
| 121   | 135   | 117   | 111   | 102   | 111   | 113   |

График промене броја становника у току последњих година